# 260508 Alagna
260508 Alagna è un asteroide della fascia principale. Scoperto nel 2005, presenta un'orbita caratterizzata da un semiasse maggiore pari a 2,3605064 UA e da un'eccentricità di 0,2353496, inclinata di 4,89337° rispetto all'eclittica.